# 恐羅漢山
恐羅漢山（おそらかんざん）は、広島県山県郡安芸太田町と島根県益田市との境にある標高1,346.4mの山。単に「恐羅漢」ともいう。広島県と島根県の最高峰である。
西中国山地国定公園に位置しており、周辺は標高1200mから1300mの山々が連なる。

## 概要
中国山地西部の冠山山地に属し、およそ860m南西にある旧羅漢山（標高1,334m）と双耳峰をなしている。山頂には三等三角点「羅漢」が設置され1,346.35mとなっている。中国山地では頂部のなだらかな山が多いが、恐羅漢山の周囲は断層沿いに比較的急峻な谷間が刻まれ、その一つが三段峡である。
冬季の積雪は多いときには3メートルを超え、ウィンタースポーツが盛んである。また春には山菜狩り、秋には紅葉狩りも行われている。

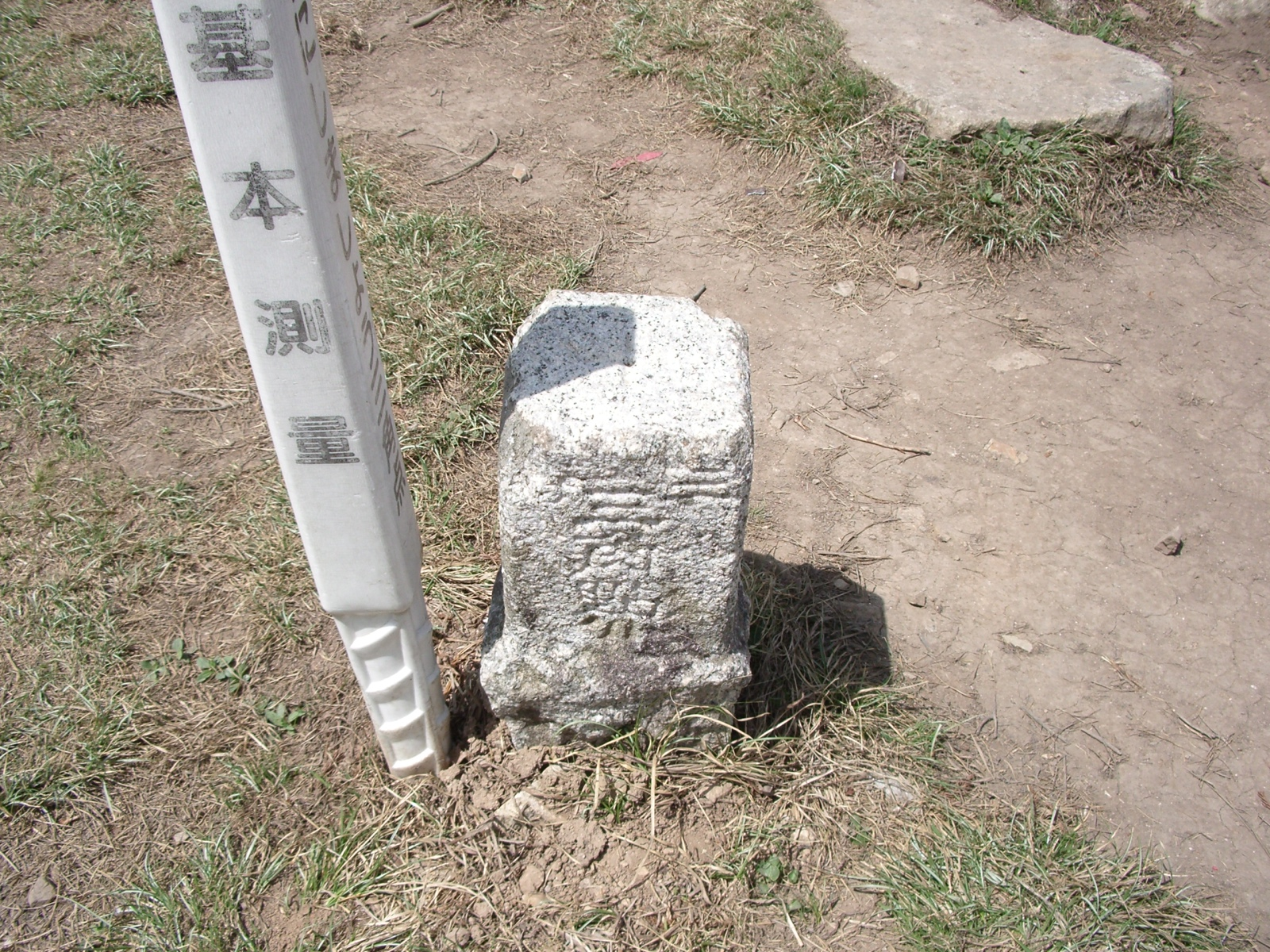
山頂の三等三角点

## 登山・観光
南北にのびた稜線の東斜面にはスキー場、恐羅漢スノーパークが造成されており、夏期はスキー場の麓にある牛小屋高原でキャンプ場を中心としたレジャー施設が営業している。
登山ルートは牛小屋高原からスキー場を通過して直登するルートや西斜面の台所原から直登するルートのほか、北の夏焼峠や南の旧羅漢山を経由して尾根伝いに登るルートなどがある。尾根伝いのルートは北は砥石郷山、南は焼杉山を越えて縦走できる。

### アクセス
公共交通機関
冬季は広島市内から直行するスキーバスの運行がある。
自家用車
中国自動車道・戸河内ICから、国道191号と広島県道252号恐羅漢公園線を利用して約17kmの道のりである。

## 地理
恐羅漢山の周囲には標高の近い山が連なっている。
| 山容 | 名称     | 標高 (m) | 三角点等級 基準点名 | 恐羅漢山からの 方角と距離 | 備考 |
| ---- | -------- | -------- | ------------------- | ------------------------- | ---- |
|      | 砥石郷山 | 1,176.9  | 二等「砥石山」      | 34.2°, 3.0km              |      |
|      | 十方山   | 1,318.8  | 二等「十方山」      | 161.7°, 4.0km             |      |
|      | 広見山   | 1,186.5  | 二等「広見」        | 260.0°, 3.6km             |      |
|      | 岩倉山   | 1,022.4  | 三等「岩倉」        | 319.1°, 3.9km             |      |

高津川水系の支流である亀井谷川や、太田川水系の支流である田代川が恐羅漢山の山腹を源流としている。